# Dodge Monaco
El Dodge Monaco es un automóvil de tamaño grande construido por el fabricante estadounidense Dodge entre los años 1965 y 1978. Fue diseñado como respuesta competitiva al Pontiac Grand Prix. En 1975 surge el Royal Monaco, compartiendo ambos (Monaco y Royal Monaco) el mercado por un tiempo. En 1977 deja de producirse el Mónaco como tal pero no desaparece del mercado, pues la línea de Dodge Coronet, de plataforma B es "reetiquetada" y vendida como Monaco.
En 1990 vuelve a aparecer el Dodge Monaco, sin embargo se trata de un vehículo completamente diferente al grande y poderoso de los años 1970, Se había intentado utilizar el reconocido nombre "Monaco" para favorecer a un vehículo poco popular pero no fue de gran ayuda, y sólo se vendió hasta 1992.

## Primera generación (1965-1968)
El Dodge Monaco aparece por primera vez en 1965 como un modelo nuevo proveniente del Dodge Polara, (específicamente del Polara dos puertas coupé hardtop), podría decirse que es la versión más equipada y mejorada del Polara, el Monaco en su versiones estándar cuenta con motor que para el Polara es sólo opcional, así como otras mejoras, como los frenos de disco, faros, parrillas y calaveras, mejoras que pronto lo distinguieron de otros autos de su categoría.
En 1966 la serie custom 880 de Polara se convierte en el Monaco, dejando al Monaco anterior como el Monaco 500.
Para 1967, el modelo Monaco cuenta con productos de primer nivel de la Dodge en vehículos grandes. Existió con carrocerías sedán, descapotable, hardtop y familiar.
En 1968 Dodge retira el Monaco 500.

## Segunda generación (1969-1973)
En 1969 y 1970 los Monaco y Polara ofrecen la opción "Super Lite", un faro de cuarzo en la parrilla del lado del conductor para mejor visibilidad en carretera, debido a problemas legales en algunos estados y poco interés del público esta opción es retirada, aún con esto Dodge fue precursor y adelantó a su tiempo el uso de lámparas de descarga de alto impacto, las cuales son comunes hoy en día.
Durante estos años es introducida la variedad "Brougham" del Monaco, con algunos cambios que lo hacían más lujoso.
En 1973 hay cambios menores, el frente permanece igual, sólo se le agregan topes a las defensas para cumplir con las normas de seguridad en choques a baja velocidad, las calaveras cambian un poco, se pierde la parte estrecha de mitad de la calavera de 1972 y se alarga la defensa trasera, dándole una nueva longitud de 228,7 pulgadas (5,80 metros).

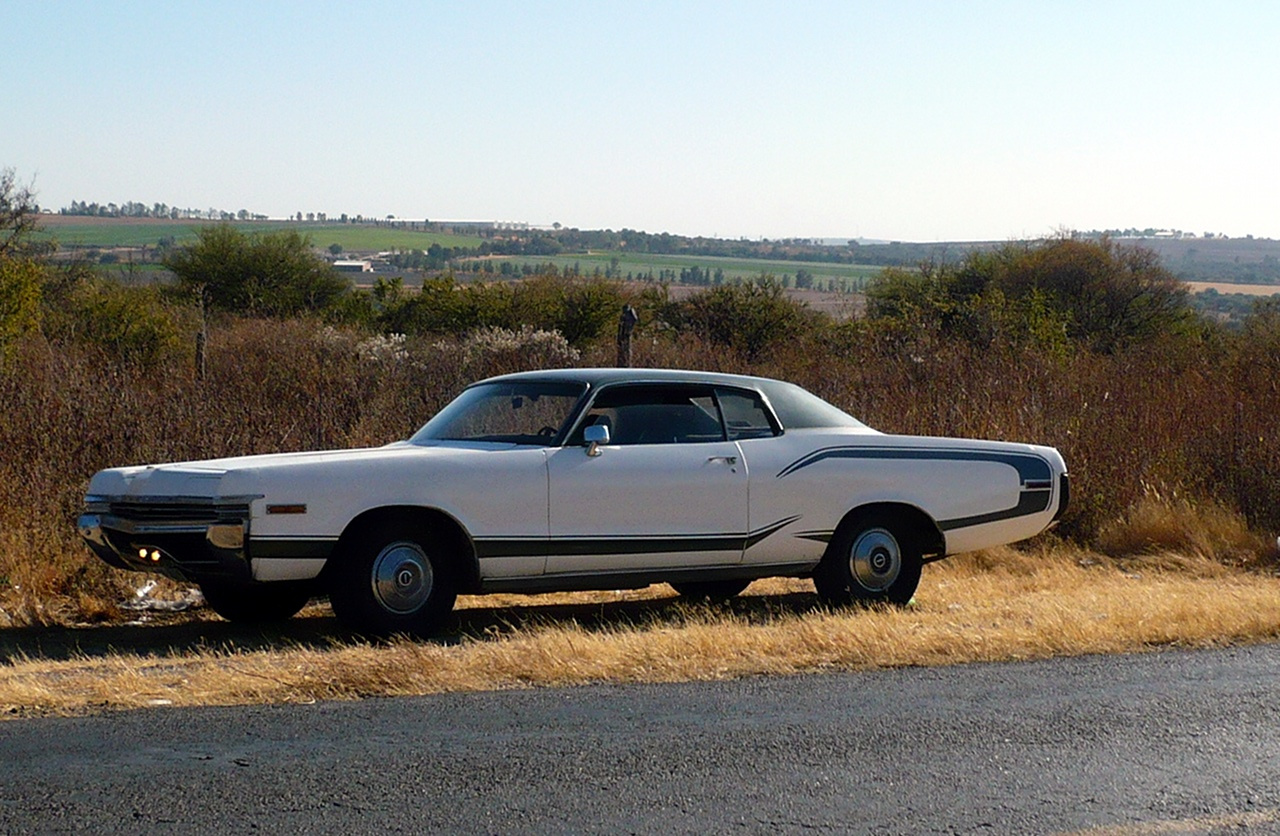
Monaco 1972 en una carretera de México

En 1972 hay un cambio notable en el diseño del Monaco, aunque el automóvil conserva sus líneas generales, se realizaron cambios al frente para hacerlo más estético, probablemente es el frente más reconocible de todos los Monaco, hay cambios en la disposición de los cuartos delanteros y se introducen los párpados, que se cierran automáticamente al apagar los faros, las calaveras se extienden a todo los ancho del vehículo, el largo total del vehículo es de 222,2 pulgadas (5,64 metros), todas estas mejoras estéticas juntos con otras funcionales (como los frenos de disco) no se incluyen en los Polara por lo que la diferencia entre ambos se hace mayor.

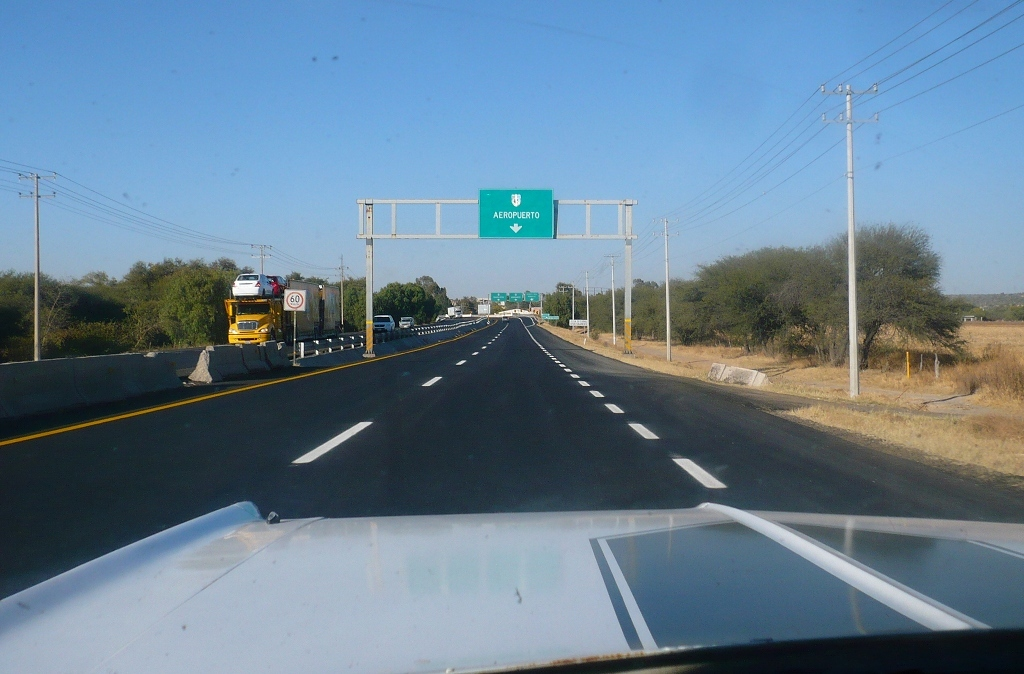
Vista de piloto de un Dodge Monaco 1972

## Tercera generación (1974-1977)
En 1974 el hermano menor del Monaco, el Polara es finalmente descontinuado, dejando al Monaco y Monaco Brougham como los representantes de la plataforma C de Dodge.
A partir de ese año es común ver al Monaco como patrulla de Estados Unidos. (El "Bluesmobile" de la película cómica "The Blues Brothers" ("los Hermanos Cara Dura") es un Monaco 1974).
El Brougham se convierte en la opción de lujo del Monaco, tal y como éste se había convertido antes para el Polara.
Para este año la línea del Monaco cambia a una forma más cuadrada, con un frente más chato y una parrilla también ancha y cuadrada, desaparecen los característicos párpados. Todo esto se debe a un notable cambio generalizado en los vehículos de plataforma C de Plymouth y Dodge, que los hace parecerse demasiado al Buick 1971.
Contrario a la creencia común sobre la dificultad de conducir todos estos modelos desde 1965 por su gran tamaño, el Mónaco al igual que otros autos grandes de la época contaban con un diseño que permitía al conductor tener pleno control de la posición y distancia del vehículo, la línea central del cofre junto con los bordes laterales señalan perfectamente la posición en la carretera, tanto para carreteras normales como angostas, además el diseño de cofre y cajuela planos permite ver el vehículo hasta los bordes por lo que puede calcularse fácilmente la distancia a tope de defensa.
Para atacar el problema del parecido con los Buick, el frente del modelo de 1975 del gran Fury Brougham de Plymouth vuelve a usar dos faros, en lugar de cuatro, mientras el Monaco de la Dodge vuelve al uso de párpados en los faros, convirtiéndose entonces en el "Royal Monaco".
En estos años comienza en Estados Unidos la crisis del petróleo, que origina legislaciones restrictivas para uso de combustible en los automóviles, lo que repercute en el tamaño de los motores y los vehículos mismos en los años sucesivos.
La cantidad de automóviles grandes disminuye hasta dejar sólo una pequeña variedad de autos de lujo, la competencia entre estos modelos es más dura y el principal mercado suelen ser las flotillas de patrullas donde el Royal Monaco tiene como competencia vehículos muy similares, como el Ford LTD, o el Chevrolet Caprice.
Entre las más notables flotillas de patrullas del Royal Monaco estuvo la policía estatal de Washington que los usó equipados con grandes llantas, que contrastaban bien con la carrocería blanca y los párpados.

## Cuarta generación (1977-1979)
En 1977 el Dodge Coronet se convierte en el Monaco plataforma B, dejando al Royal Monaco como único representante de la Dodge de los vehículos plataforma C.
El Royal Monaco fue descontinuado en 1977 pero el Monaco sedán (plataforma B) fue vendido durante un año más, Chrysler comercializó algunos vehículos de plataforma C, pero no estuvieron disponibles para 1979, cuando la plataforma C finalmente se descontinuó y el Monaco fue reemplazado por el Dodge St. Regis, de plataforma R.

## Quinta generación (1990-1992)
La American Motors Corporation, última marca independiente, había sido comprada por Renault con el fin de entrar al mercado estadounidense, pero su estrategia no funcionó como esperaban, Chrysler decide adquirir la compañía mediante un acuerdo según el cual debían vender una cierta cantidad de vehículos de la AMC-Renault, en una maniobra calificada de "Estúpida" por los analistas de la época.
El acuerdo fue firmado, y la "estúpida" maniobra dio a Chrysler la marca que después se convertiría en una de las más grandes entradas de dinero para Chrysler, la Jeep.
Ahora, para cumplir con la venta de los vehículos, la división Eagle (lo que antes era American Motors Company) diseñó el Eagle premier, una mezcla de auto europeo y sedán americano, uno de los más espaciosos de su clase y aerodinámico a la vez. Contaba con motor V6 de 3 litros y transmisión automática de 4 velocidades.
En 1990, debido a las bajas ventas del Eagle Premier, Chrysler agregó una versión Dodge, el Monaco.
Este Monaco (como en épocas pasadas) representaría la versión de lujo, contaba con mejoras y equipamiento al Eagle premier, además Monaco era un nombre reconocido de época pretéritas por su potencia y lujo, toda una dinastía entre los Dodge, Chrysler consideró que era buena idea "resuscitar" el nombre en favor de las ventas de su vehículo, pero no funcionó. Las ventas continuaron bajas y decidió ser reemplazado, en 1992 se vendieron los últimos Monaco y se introdujo el Dodge Intrepid dando fin al nombre y la dinastía Monaco.